# Comté de Washington (Virginie)
Pour les articles homonymes, voir Comté de Washington.
Le comté de Washington est un comté de Virginie, aux États-Unis.